# Gabriel Piroird
Gabriel Piroird, né le 5 octobre 1932 à Lyon et mort le 3 avril 2019 à Écully,, est un évêque catholique français, évêque de Constantine et Hippone en Algérie de 1983 à 2008.

## Repères biographiques
Gabriel Piroird est ordonné prêtre le 27 juin 1964 pour l'Institut du Prado. Le père Gabriel Piroird a été en contact quelques années avec l’immigration algérienne de Lyon. À la fin de l’année 1968, il est parti en Algérie comme curé de Bejaia dans le diocèse de Contantine, tout en travaillant comme ingénieur à la Direction de l’Hydraulique de la Wilaya.
Nommé évêque de Constantine et Hippone, en Algérie, le 25 mars 1983, il est consacré le 3 juin suivant Jean-Baptiste Scotto auquel il succède.
Il se retire le 21 novembre 2008, remplacé par Paul Desfarges, issu de la Compagnie de Jésus. Évêque émérite de Constantine, il devient aumônier des Petites sœurs des pauvres. Il meurt le 4 avril 2019.

## Œuvres
- 2009 : Servir l'œuvre de Dieu en Algérie, (Éditeur : Parole Et Silence),  (ISBN 978-2-84573-819-5)